# Acrotomodes polla
Acrotomodes polla es una especie de polilla perteneciente a la familia Geometridae, descrita por primera vez por el entomólogo británico Herbert Druce en 1892 con distribución en Panamá.